# إجازة تفرغ

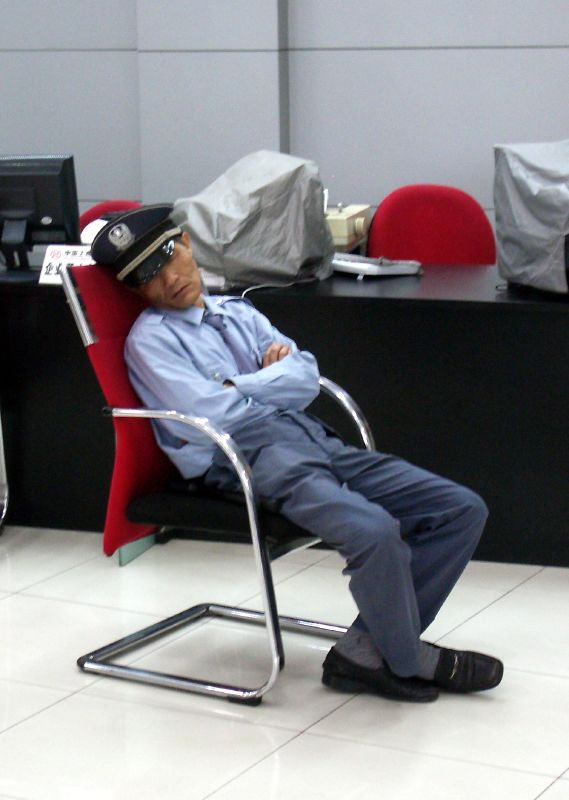

إجازة تفرغ أو السنة السبتية (بالإنجليزية: Sabbatical)‏، مصطلح يطلق على إجازات العمل طويلة المدى التي يحصل عليها المرء للتفرغ لتعلُم مهارات جديدة، أو لإنهاء عمل معين مثل تأليف كتاب، أو السفر لخدمة أغراض بحثية. عادة تكون تلك الإجازات مدفوعة الأجر للباحثين والعلماء والأطباء من قبل الجامعات والمؤسسات الأخرى. بعض أماكن العمل تقوم أيضاً بمنح إجازة تفرغ وإن كانت غير مدفوعة. الظاهرة منتشرة بين العاملين في بريطانيا، حيث تمنح 20% من الشركات إجازة تفرغ لموظفيها، بينما تعتزم 10% أخرى إضافته للوائحها.